# Château de Cambous
Le château de Cambous est un édifice de style classique des XVIe et XVIIe siècles, protégé au titre des monuments historiques.
Il se situe à Viols-en-Laval dans le département de l'Hérault.

## Historique
Durant les guerres de religion, Antoine de Cambous est un partisan catholique des plus engagés. En 1584, lors des engagements autour du château de Montferrand, il reprend la forteresse aux protestants. Ce fait d'armes lui vaut les félicitations du roi qui lui accorde le fief de Montferrand et le récompense de sa faveur.
La générosité royale permet à Antoine de reconstruire, non loin, son château familial de Cambous et de commencer à en faire le centre d'un domaine qui, trois siècles plus tard, comptera près de 24 km2 d'étendue.
Le fils aîné d'Antoine de Cambous n'ayant pas d'héritier, le domaine passe à sa sœur Marguerite, mariée à Jean de Ratte, fils du viguier de Gignac.
La famille de Ratte combat elle-même le parti huguenot. Sous sa tutelle, le château de Cambous devient un haut-lieu du militantisme catholique.
C’est après le mariage avec de Larret de Rigot de Cambous, que Jean Joseph de Jullien de Vinezac (oncle de Joseph-Xavier de Jullien de Vinezac) acquiert le château. Celui-ci sera cédé au Comte Louis François de Vögue après son mariage avec la dernière descendante de la branche Jullien de Vinezac : Gabrielle de Jullien, au début XIXe siècle.
En 1889, l'immense domaine est acheté 600 000 francs par Élisabeth Alexandrine Marie Berthier, princesse de Wagram (1849-1932), épouse de Guy-Étienne, marquis de Turenne d’Aynac.  La marquise accumulant les dettes, elle se voit contrainte, après jugement du Tribunal civil de Montpellier le 24 décembre 1913, à une vente aux enchères.
Par acte du 13 mars 1914, le député Pierre Leroy-Beaulieu, d'une famille normande installée en Languedoc (les Leroy-Beaulieu possèdent, entre autres, le château de Cazilhac au Bousquet-d'Orb), se rend acquéreur de Cambous pour la somme de 480 000 francs.
À cette occasion, la description détaillée des terrains (colligée par l'historien Christian Pioch) permet d'apprécier l'étendue du domaine, un des plus importants du Languedoc :
| Emplacement du terrain | Superficie          |
| ---------------------- | ------------------- |
| Argelliers             | 392 ha 48 a         |
| Cazevieille            | 62 ha 90 a 9 ca     |
| Les Matelles           | 72 ha 26 a          |
| Mas-de-Londres         | 50 ha 53 a 56 ca    |
| Murles                 | 62 ha 08 a 90 ca    |
| Viols-en-Laval         | 1 390 ha 10 a 44 ca |
| Viols-le-Fort          | 141 ha 48 a         |
| Total                  | 2 397 ha 45 a 79 ca |

## Architecture

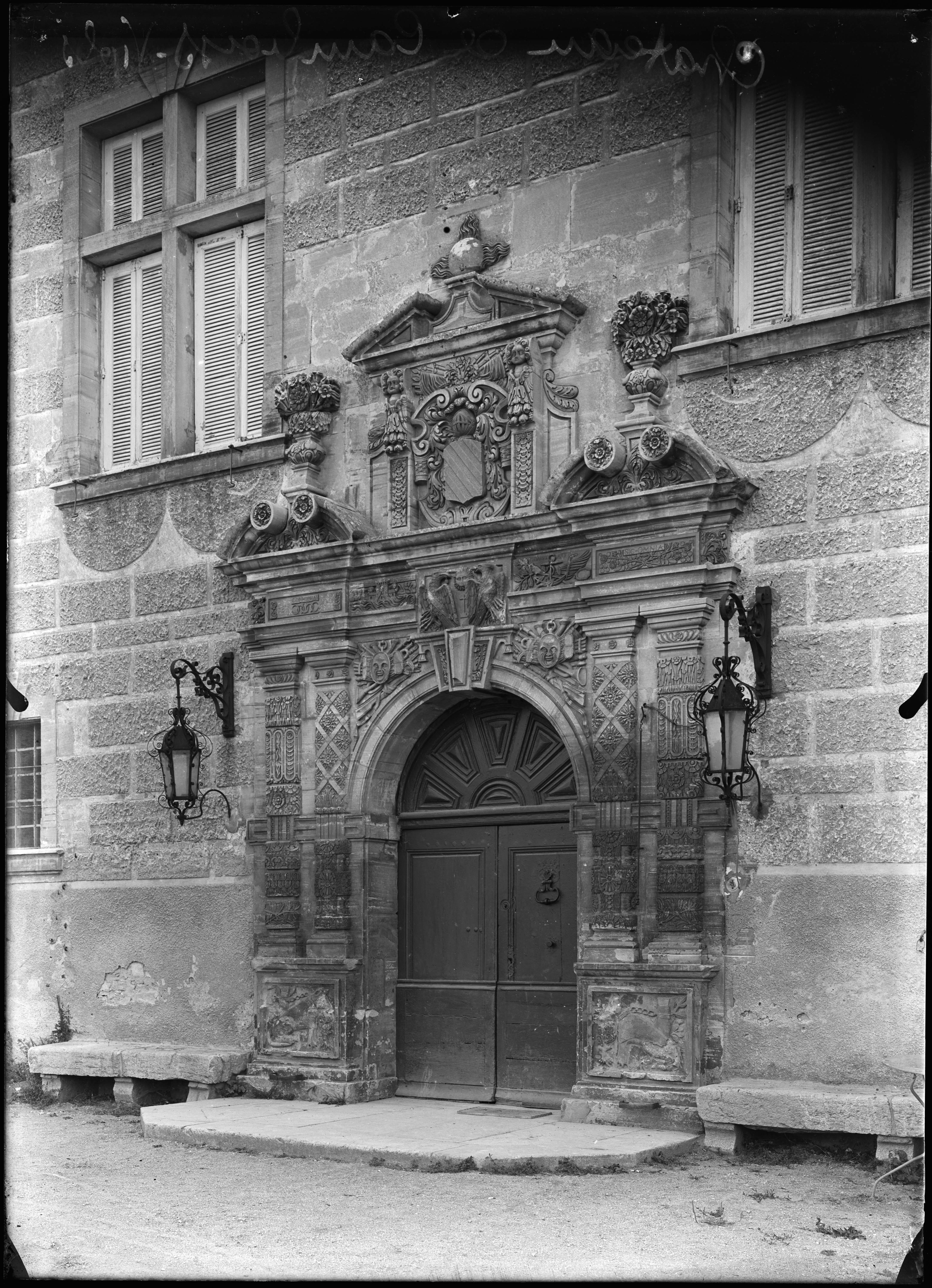
Porte d'entrée du château de Cambous : photographie prise entre 1890 à 1930

## Protection
La porte d'entrée sur façade ouest, la double porte intérieure, l'escalier, y compris la porte d'accès de la grande salle du premier étage, la grande salle avec sa cheminée et son plafond peint, la cheminée de la chambre voisine font l’objet d’un classement au titre des monuments historiques depuis le 19 octobre 1983.
Les façades et toitures font l’objet d’une inscription au titre des monuments historiques depuis le 19 octobre 1983.